# 레일젯

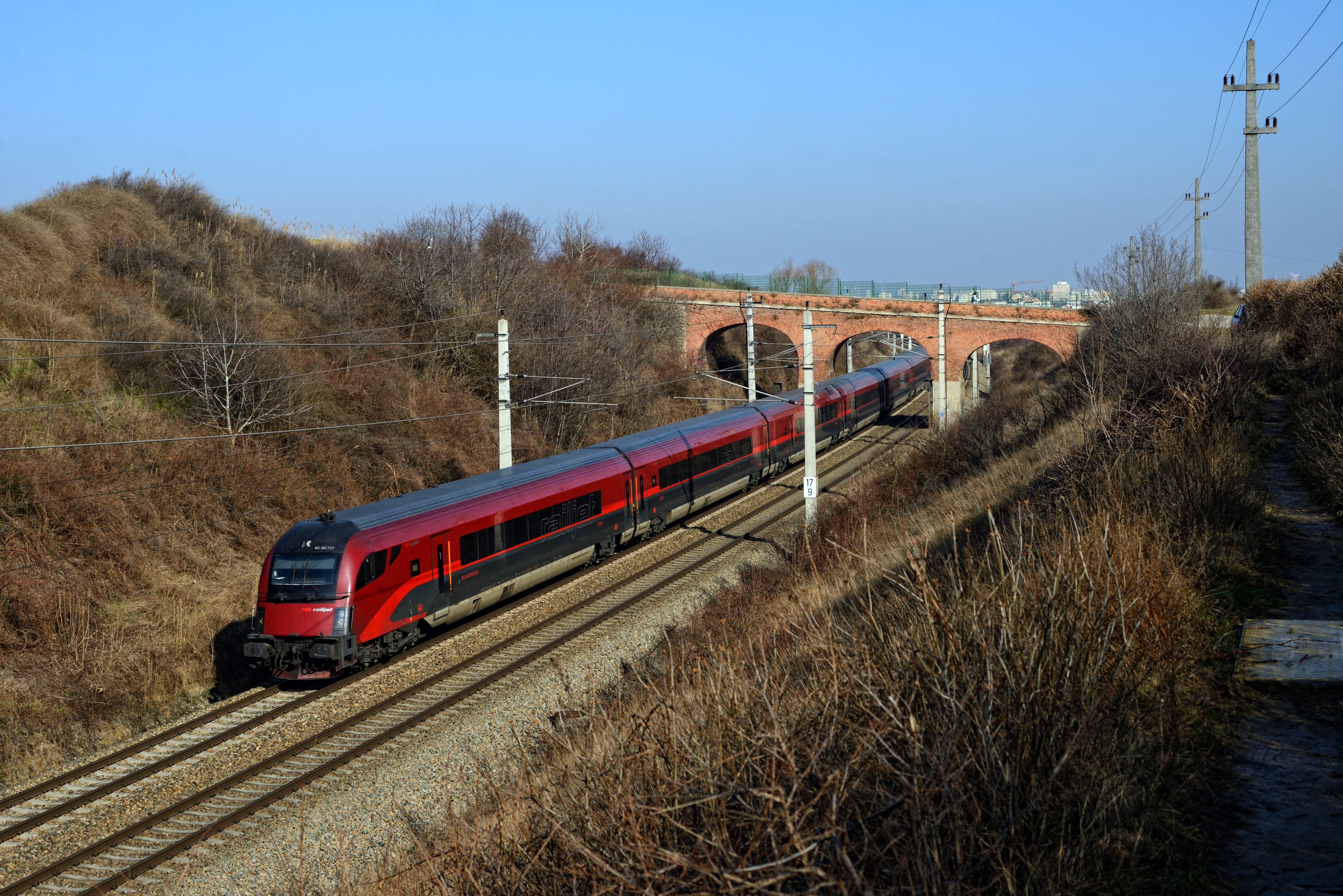
레일젯

레일젯(영어: railjet)은 오스트리아의 고속철도로 오스트리아와 체코에서 운행한다. 다른 고속철도 차량과 다른 점이 있다면 전기 기관차인 오이로슈프린터로 견인한다.

## 개요
오스트리아는 주변 8개의 국가와 접하고 지리적으로 유럽 중부의 중심을 이루는 나라로 철도의 경우 주변 국가들과 밀접한 관계를 가지고 있기 때문에 국제열차가 많이 운행하는 등 유럽 철도의 요충지로 자리잡고 있다. 오스트리아에서 전국 규모의 철도를 운영하는 오스트리아 연방 철도가 유럽 중부의 철도 서비스 향상을 개선하기 위해 기존의 특급 열차보다 짧은 시간에 국내 및 국제 주요 도시를 연결하는 고속열차로 차량 서비스도 대폭 개선한 레일젯이 탄생하게 되었다.
2005년 4월에 지멘스에 1차 도입분을 주문했으며 2008년 7월에 일부 차량을 개조하여 고속열차 시험 운전에서 275km를 기록했다.
열차 운행을 위해 2007년에 도색을 검토하기 위해 3대의 전기 기관차가 3가지 시범 도장을 했지만 현재의 도장으로 선정했다. 같은 해 10월에 계약 옵션 행사로 44대를 추가로 주문했다. 그 중 16대는 2010년 10월에 주문을 취소했다. 현재 취소분의 경우 체코 철도가 슈퍼 시티에 이어 특급열차의 추가 도입을 위해 2012년 8월에 지멘스에 주문했다.

## 노선

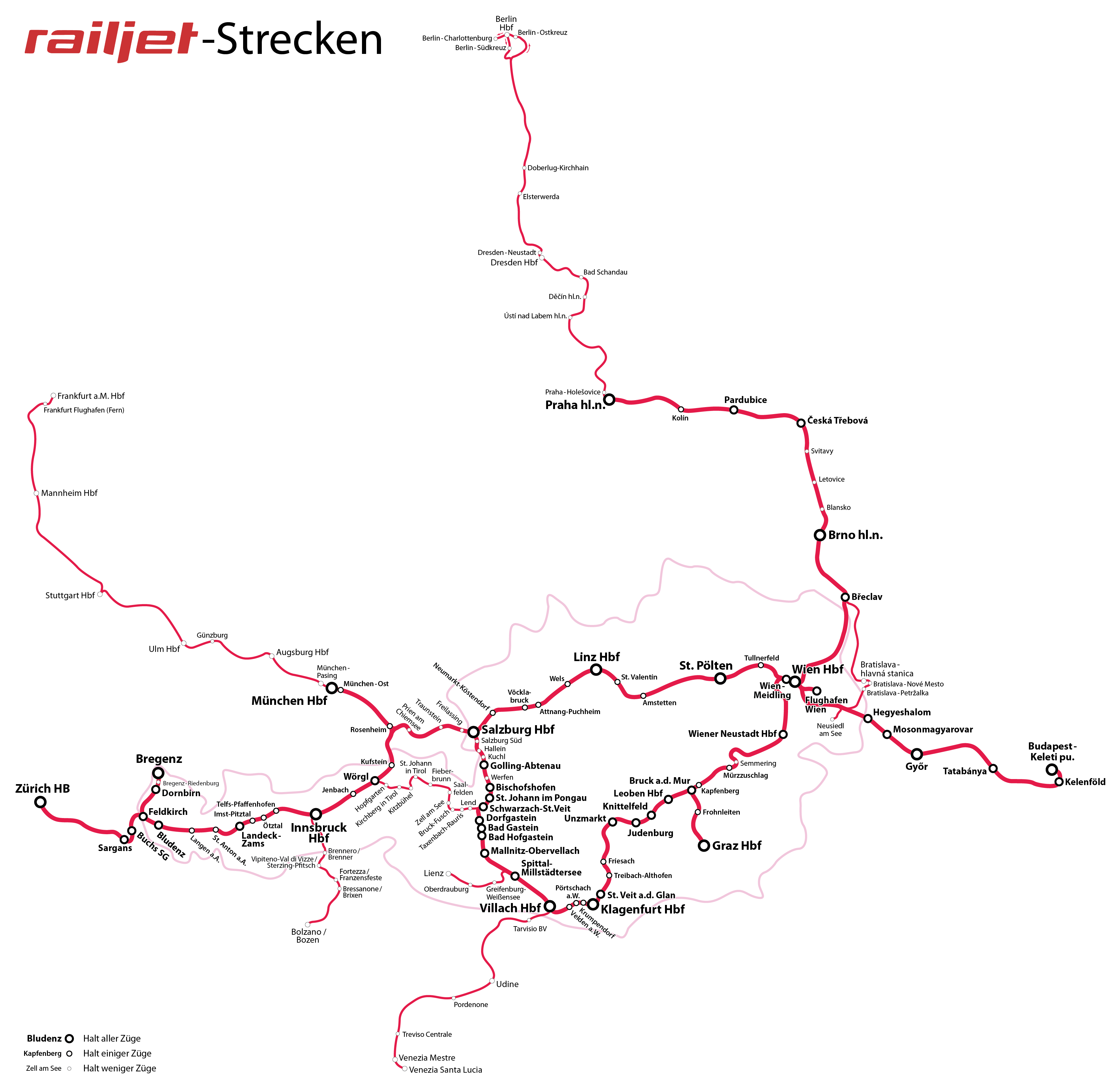
레일젯 노선도 (interactive map)

## 같이 보기
- 나이트젯